# Andrzej Lichtarowicz
Andrzej Lichtarowicz (ur. 10 listopada 1930 w Wilnie, zm. 5 stycznia 2015 w Nottingham) – polski naukowiec, inżynier mechanik, działacz społeczny i podharcmistrz polskiego harcerstwa w Wielkiej Brytanii.

## Życiorys
Był synem pułkownika Ludwika Lichtarowicza (1890–1965) i Zofii z Fiedorowiczów. Szkołę podstawową ukończył w Wilnie. Po wybuchu II wojny światowej razem z matką i siostrą Aleksandrą przedostał się z Wilna do Warszawy. W 1946 przebywający w Szkocji ojciec, który służył w Polskich Siłach Zbrojnych na Zachodzie, zorganizował rodzinie ucieczkę transportem UNRRA z Krakowa do Haren (polskiego „Maczkowa”) w Dolnej Saksonii w okupowanych przez aliantów Niemczech. Stąd przenieśli się do Glasgow w Szkocji, gdzie Andrzej uczęszczał do St. Mungo’s Academy i uzyskał świadectwo maturalne (z wyróżnieniem). Po rozformowaniu Polskich Sił Zbrojnych na Zachodzie, w 1947 rodzina Lichtarowiczów osiadła w Nottingham. W 1949 Andrzej założył w Nottingham polskie harcerstwo – 24. drużynę im. Józefa Bitschana. Na Uniwersytecie w Nottingham ukończył z wyróżnieniem studia z zakresu mechaniki (1949–1952). W latach 1953–1954 odbył podyplomowy kurs mechaniki stosowanej na Uniwersytecie w Sheffield.
Zmarł w Anglii i został pochowany na cmentarzu Gunnersbury w Londynie, we wspólnym grobie swoich rodziców.

### Działalność naukowa
W 1960 uzyskał doktorat (Ph.D.) na Uniwersytecie w Nottingham. Od 1956 był tam zatrudniony na wydziale mechanicznym, początkowo jako starszy asystent badawczy. W 1959 został mianowany na stanowisko wykładowcy (lecturer), później awansował do stanowiska readera (odpowiednik profesora nadzwyczajnego). Był profesorem wizytującym na Uniwersytecie Yale (1961–1962) i w Tokyo Institute of Technology w Japonii w 1975. W 1996 przeszedł na emeryturę.
Był specjalistą w dziedzinie mechaniki płynów. Opracował metodę cięcia metali przy pomocy strumienia cieczy (metoda typu waterjet i kawitacji). Był autorem monografii książkowych, artykułów naukowych (także w czasopiśmie „Nature”) i współautorem międzynarodowych standardów. Opracował metodę pomiaru odporności materiałów na erozję przy pomocy technologii strumieniowej z kawitacją. Współpracował z polskimi naukowcami oraz z Instytutem Maszyn Przepływowych PAN w Gdańsku i z Politechniką Opolską. Za prace związane z przygotowaniem światowych standardów technologii cięcia strumieniami otrzymał w 1998 międzynarodową nagrodę Frank C. Brautigam Award od American Society for Testing and Materials (ASTM).

### Działalność społeczna
Był katolickim działaczem polonijnym i jednym z organizatorów brytyjskiego Medical Aid for Poland Fund – fundacji pomocy medycznej dla Polski w czasie stanu wojennego po 13 grudnia 1981, za co w 1984 otrzymał Złoty Krzyż Zasługi od władz Rzeczypospolitej Polskiej na uchodźstwie, a w 1992 został odznaczony watykańskim medalem Pro Ecclesia et Pontifice nadanym przez Jana Pawła II. Uczestniczył w ruchu oazowym księdza Franciszka Blachnickiego w Carlsbergu w Niemczech. W 1995 otrzymał medal Benemeriti de Opere Fundato Ioannis Pauli PP. II – medal Zasługi Towarzystwa Przyjaciół Fundacji Jana Pawła II w Wielkiej Brytanii. Był wieloletnim działaczem polskiej Akcji Katolickiej i harcerstwa polskiego w Wielkiej Brytanii. 
W marcu 2015 w Londynie jego pamięci została poświęcona sesja Konferencji Jubileuszu 75-lecia Stowarzyszenia Techników Polskich w Wielkiej Brytanii.

## Życie prywatne
W 1964 zawarł związek małżeński z Aliną Żurowską (ur. 1936), krakowską lekarką, autorką i katolicką działaczką społeczną. Ich dziećmi są: Ewa (ur. 1965) – lekarka, Anna (ur. 1975) – dziennikarka, Tomasz (ur. 1977) – informatyk i Jan (ur. 1977) – informatyk.